# 캐서린 오하라
캐서린 오하라(Catherine O'Hara, OC, 1954년 3월 4일 ~ )는 캐나다, 미국의 배우이다.
영화 《나홀로 집에》에서 어머니 역할에 유명세 때문이었는지 '미국의 어머니' 상이라는 평가가 있었다.

## 출연 작품
- 나 홀로 집에 - 케이트 맥콜리스터 역
- 나 홀로 집에2 - 케이트 맥콜리스터 역
- 킬러스 - 미시즈 콤펠트 역
- 아담스 패밀리 - 프럼프 할머니 역 (목소리)
- 엘리멘탈 - 브룩 리플 역 (목소리)
- 아가일 - 루스 역
- 페인 허슬러 - 재키 역
- 비틀쥬스 비틀쥬스 - 딜리아 디츠 역
- 와일드 로봇 - 핑크테일 역 (목소리)